# Parafia św. Józefa w Turznicach
Parafia Świętego Józefa w Turznicach – parafia rzymskokatolicka znajdująca się w diecezji toruńskiej, w dekanacie Grudziądz II.
Do parafii należą wierni z miejscowości: Turznice, Dębieniec, Hanowo, Kobylanka, Linarczyk, Piaski, Skarszewy. 